# Ruth Fuchs
Ruth Fuchs (Egeln, 14 de dezembro de 1946 – Jena, 20 de setembro de 2023) foi uma atleta alemã, bicampeã olímpica do lançamento de dardo feminino em Munique 1972 e Montreal 1976, além de quebrar por seis vezes o recorde mundial da prova nos anos 1970, representando a então Alemanha Oriental.
Durante quase uma década, Ruth participou de 129 competições oficiais de lançamento do dardo, vencendo 113 delas. Seu recorde pessoal é de 69,96 m, conquistado em Split, na Croácia (então Iugoslávia) em abril de 1980, seu último recorde mundial. Logo após, nas Olimpíadas de Moscou, entretanto, com lesões nas costas, ela teve um desempenho apenas razoável, ficando no oitavo lugar geral, o que fez com que se retirasse do atletismo, pouco tempo depois, ao ver suas marcas serem batidas por lançadoras mais jovens da União Soviética e da própria Alemanha Oriental, como Petra Felke, sua pupila e companheira de treinamentos em Jena, futura campeã olímpica em Seul 1988.
Anos após a aposentadoria, Ruth admitiu fazer uso de esteróides durante sua carreira esportiva, como parte do programa oficial de esportes da ex-Alemanha Oriental.
Após a reunificação das Alemanhas, Ruth tornou-se membro do Bundestag, como integrante da bancada do Partido do Socialismo Democrático, atual Die Linke.
Morreu em 20 de setembro de 2023, aos 76 anos, em Jena.